# 오준호 (정치인)
오준호(吳準鎬, 1975년 6월 20일~)는 대한민국의 정치인이자 작가로, 기본소득당 제20대 대통령 선거 후보였다. 기본소득당 용혜인 의원의 비서관으로 정계에 입문했으며 기본소득한국네트워크 운영위원을 겸임하고 있다. 서울대학교 재학 시절 학생 운동가로 활동했으며 이후 작가로 등단해 《노동자의 변호사들》, 《세월호를 기록하다》, 《기본소득이 세상을 바꾼다》 등을 썼다.

## 학력
- 대구동도국민학교 졸업
- 대구동중학교 졸업
- 대륜고등학교 졸업
- 서울대학교 인문대학 국어국문학 학사

## 경력
- 기본소득당 제20대 대통령 후보
- 용혜인 기본소득당 원내대표 비서관
- 4.16 세월호 참사 시민기록위원회 작가기록단
- 민주열사 박종철기념사업회 운영위원
- 한국사회당 서울시당위원장
- 성공회대학교 외래교수
- 기본소득당 공동대표
- 기본소득당 상임대표 권한대행
- 기본소득정책연구소 소장
- 기본소득한국네트워크 운영위원

## 저서
- 《2050 대한민국 미래보고서》, 이학사, 2020
- 《퇴근길 인문학 수업》, 한빛비즈, 2020
- 《부의 미래, 누가 주도할 것인가》, 미지biz, 2020
- 《평등 헤아리는 마음의 이름》, 생각과느낌, 2019
- 《기본소득 쫌 아는 10대》, 풀빛, 2019
- 《'알바생' 아니고 '알바노동자'입니다》, 박종철출판사, 2018
- 《기본소득이 세상을 바꾼다》 개마고원, 2017
- 《열여덟을 위한 세계 혁명사》, 알렙, 2016
- 《세월호를 기록하다》, 미지북스, 2015
- 《공산당 선언:마르크스의 안경을 빌려드립니다》, 이매진, 2015
- 《혼자서 끝내는 논술공부》, 미지북스, 2014
- 《노동자의 변호사들》, 미지북스, 2013
- 《진짜 민주주의》, 박종철출판사, 2012
- 《소크라테스처럼 읽어라》, 미지북스, 2012
- 《반란의 세계사》, 미지북스, 2012

## 역대 선거 결과
|  | 0.20% |

|  | 0.05% |

|  | 15.56% |